# Солтан Несвицкий
Солтан Несвицкий (? — 1472) — князь Несвицкий-Збаражский и Вишневецкий. Иногда в исторических источниках именуется как Семен Второй.

## Биография
Представитель княжеского рода Несвицких герба «Корибут». Один из трех сыновей князя Василия Фёдоровича Збаражского (? — 1463). О месте и дате рождения Солтана нет сведений. После смерти отца, в 1463 году Солтан разделил отцовские владения вместе со своими братьями Василием и Семеном. Договор заключен 4 июля того же года в Луцке. По его условиям Солтан получил два Бутина, Городок, Манов, Алексинец, два Вишневца, села Караевичи, Обаров и Тынное в Луцком повете и другие села преимущественно на Шумщине и Лановечщине в Кременецком повете. Того же года после смерти матери получил село Решновка. Сделал местом своего расположения Вишневец на правом берегу реки Горынь, поэтому стал первым именоваться князем Вишневецким или князем на Вишневце. С двух Вишневцом Солтан брал пошлину в полгроша, а со Збаража — 1 грош.
Впрочем, вскоре после этого по неизвестным причинам перешел на службу великого князя Московского Ивана III Васильевича. Возможно, на это повлиял князь Даниил Холмский. Вероятно, участвовал в походах против казанских татар и в борьбе с Новгородской республика. Впрочем, доподлинно неизвестно, был Солтан участником битвы при Шелони против новгородцев в 1471 году и в боях с Ахматом, ханом Золотой Орды в 1472 году. По одной из версий, получил ранения во время обороны города Алексина. Поэтому решил вернуться в родовые владения в ВКЛ, которыми по его поручению руководили братья.
На родине Солтан Несвицкий прожил недолго. 3 октября 1472 года составил завещание, по которому разделил владения между братьями Василием и Семеном. Вскоре после этого Солтан скончался, впрочем число и месяц неизвестны. Вероятно, он был похоронен в Киево-Печерской лавре.

## Семья
О жене Солтана отсутствуют данные, есть отдельные сведения о двух его дочерях — Марии и Анне. В 1490 году Мария и Анна уступили отцовские владения своему двоюродному брату, князю Михаилу Збаражском-Вишневецкому.